# مارتینا والسپینا
مارتینا والسپینا (انگلیسی: Martina Valcepina؛ زادهٔ ۴ ژوئن ۱۹۹۲) اسکیت‌باز سرعت اهل ایتالیا است.